# Силова електроніка

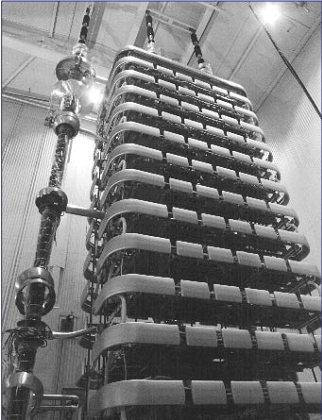
Високовольтний тиристор.

Силова електроніка — це застосування твердотільної електроніки для керування та перетворення електроенергії.
Першими електроприладами високої потужності були ртутно-дугові клапани. У сучасних системах перетворення виконується з напівпровідниковими комутаційними пристроями, такими як діоди, тиристори та транзистори, які були започатковані Р. D. Middlebrook та іншими, починаючи з 1950-х років. На відміну від електронних систем, що стосуються передачі та обробки сигналів та даних, в енергетичній електроніці обробляються значні обсяги електричної енергії. Перетворювач змінного струму / постійного струму (випрямляч) — це найбільш типовий пристрій силової електроніки, який можна знайти в багатьох електронних пристроях, наприклад телевізори, персональні комп'ютери, зарядні пристрої для акумулятора і т. д. Діапазон потужності, як правило, становить від десятків ватт до декількох сотень ватт. У промисловості широко застосовують привод зі змінною швидкістю (VSD — the variable speed drive), який використовується для керування асинхронним двигуном. Діапазон потужності VSD починається з декількох сотень ватт і закінчується десятками мегаватт.

## Інтернет-ресурси
- Simulationstool zur Leistungsberechnung und zum Designen von leistungselektronischen Bauteilen
- Interaktives Leistungselektronik Seminar (iPES)